# 拉德維利什基斯區
拉德維利什基斯區是立陶宛希奧利艾縣内的市镇，位於該國北部，行政中心为拉德維利什基斯。市镇面積为1,635平方公里，2020年人口数量为34,995人。